# Campionati europei di Yngling 2004
I Campionati europei di Yngling 2004 si sono svolti a Stavoren, nei Paesi Bassi.

## Podi
| Evento            | Oro            | Argento        | Bronzo        |
| Yngling femminile | Trine Palludan | Anna Basalkina | Maarten Jamin |

## Medagliere
| Posiz. | Nazione     | Oro | Argento | Bronzo | Totale |
| ------ | ----------- | --- | ------- | ------ | ------ |
| 1      | Danimarca   | 1   | 0       | 0      | 1      |
| 2      | Russia      | 0   | 1       | 0      | 1      |
| 3      | Paesi Bassi | 0   | 0       | 1      | 1      |
| Totale | Totale      | 1   | 1       | 1      | 3      |